# Marko Kažotić
Kažotić, Marko, tal. Marco /de/ Casotti, (Trogir, 22. VII. 1804. – Zadar, 9. V. 1842.), hrvatski književnik i novinar koji je pisao isključivo na talijanskom jeziku. Nazivali su ga "dalmatinski Walter Scott" i "trogirski Manzoni".

## Životopis
Podrijetlom iz stare hrvatske plemićke obitelji čiji se rodonačelnik obitelji, Kažot (Casottus) prvi put spominje 1216. i koja je u XIX. stoljeću izumrla.[nedostaje izvor] Gramatičke razrede završio 1817. u Splitu, a »classes humanitatis« (sa završnim 6. razredom gimnazije) 1819. u Zadru. God. 1820–21. polazio je »studia superiora« (akademiju) u bečkom Theresianumu te, prekinuvši školovanje, proveo neko vrijeme u Veneciji. Prateći bečka i venecijanska društvena, likovna i kazališna zbivanja i novinstvo, upoznao se s djelima europskih klasicista, predromantičara, sentimentalista i romantičara, a kako je stvarao gotovo istodobno s A. Manzonijem, W. Scottom, V. d’Arlincourtom, F. D. Guerazzijem, na njih se umnogome ugledao. Njegovoj izobrazbi pridonijelo je i višegodišnje druženje s učenim rođakom Antunom Cipikom u Trogiru, gdje se bavio proučavanjem domaće povijesti, narodnih običaja i književnim radom na talijanskom jeziku. Prešavši nakon 1835. u Zadar, uključio se u zadarski književni krug te do kraja života bio suradnik i od 1837. urednik lista Gazzetta di Zara, gdje je objavljivao putopisnu prozu, povijesno-zemljopisne, arheološke i beletrističke priloge, oglede, životopise i nekrologe znamenitih Dalmatinaca (I. Lučića, Cipika, I. B. Marinija, L. Burića), kazališne prikaze i kraća humoristična kazivanja (bizzarie).

## Djela

### Miljenko i Dobrila
Najpoznatiji je njegov prozni prvijenac, prvi povijesni roman u Dalmaciji, "Miljenko i Dobrila”, "Milienco e Dobrila" (Zadar 1833.), u kojem se očituju značajke poetike romantizma, pogotovu Manzonijevih "Zaručnika". Puno je značajnije što se autor nadahnuo domaćom, kaštelanskom, legendom na »iliričkom« (hrvatskom) jeziku iz 1679. o nesretnim ljubavnicima iz obitelji čiji su potomci još bili živi te je stereotipnim modelima povijesnog romana utisnuo pečat zavičajnih boja i ugođaja. Djelo je više puta prevedeno na hrvatski (A. i I. Mažuranić potkraj 1830-ih; B. Matijaca 1890–1908; A. Ivačić 1929; N. Bućan 1985; M. Zorić 2004) te dramatiziran na hrvatskom i talijanskom jeziku. Prema romanu napisani su i libreti (A. Ghislanzoni, pisac libreta za Aidu, za talijansku operu S. Strina 1894, Milivoj Koludrović za svoju operu skladanu 1942), nadahnuo je slikara P. Vučetića te bio najprodavanija hrvatska knjiga uoči I. svjetskoga rata.

### Crvena kapa, ili prizori izmorlačkoga života
Posmrtno tiskano djelo “Crvena kapa, ili prizori iz morlačkoga života”,  “Il berretto rosso ossia scene della vita morlacca” (Venezia 1843), ocijenjeno je njegovim najboljim ostvarajem (I. Franceschi, N. Tommaseo). Smatra se hrvatskom verzijom romana "The Scarlet Letter" (Grimizno slovo)   Nathaniela Hawthornea. Ida von Düringsfeld objavila je 1857. njemački prijevod, a 1889. dramatizirao ga je Donzelli. To je roman koji opisuje život i običaje biokovskoga sela i u kojem Morlaci postaju protagonisti. Uz opise sadržava i talijanske prijevode devet hrvatskih narodnih pjesama.

### Obale i otociIstreiDalmacije
Kažotićevo najopsežnije djelo je “Obale i otoci Istre i Dalmacije”, “Le coste e isole dell’ Istria e della Dalmazia” (Zadar 1840.), u kojem opisuje hrvatsku obalu na putovanju parobrodom od Trsta do Budve. Ova putopisna proza istovremeno je i prvi ˝pravi˝ vodič po hrvatskoj obali. Kažotićevo romantičarsko putovanje prožeto je zanosnim opisima krajeva i gradova uz koje parobrod plovi ili u koje pristaje, brojnim povijesnim reminiscencijama, ali istovremeno i vrlo konkretnim i praktičnim podacima o veličini i smještaju luka, o dubinama u njima i vjetrovima od kojih su zaštićene ili koji ih ugrožavaju, o broju stanovnika, o administrativnom njihovu statusu i sličnim podacima. Cjelovit prijevod knjige na hrvatski objavljen je 2015. Knjiga je bogato ilustrirana suvremenim crtežima krajeva koje Kažotić opisuje, a izradili su ih svjetski poznat francuski crtač L. F. Cassas 1782. godine i austrijski časnik J. Högelmüller 1845. Godine.

### Ban Horvath
Znatno manji bio je odjek romana s povijesnim okvirom bune hrvatskih velikaša na čelu s Ivanišem Horvatom, jednim od vođa u borbama oko prijestolja nakon smrti Ludovika I. Anžuvinca, “Ban Horvath”, Il bano Horvath (Venezia 1838), u kojem prevladava mračno ozračje.